# Genia Nobel
Genia Nobel (Eugenia Schmerling, auch als Eugenie Schmerling und Eugenie Nobel bekannt, geboren am 13. Dezember 1912 in Moskau; gestorben am 7. August 1999 in Berlin) war eine deutsche jüdische Widerstandskämpferin und Kommunistin. Nach Verbüßung einer Zuchthausstrafe wegen ihrer antifaschistischen Aktivitäten floh sie nach Shanghai und arbeitete dort für den sowjetischen Rundfunksender TASS. Später war sie in der DDR eine wichtige Redakteurin für internationale Themen und erhielt den Orden Stern der Völkerfreundschaft.

## Leben in Deutschland
Genia Nobel, geborene Schmerling, wurde 1912 in Moskau als Kind einer wohlhabenden russisch-jüdischen Familie geboren. Ihr älterer Bruder war Grigory Schmerling (geb. 14. November 1909 in Moskau, gest. 1997 in Croydon). Ihr Vater Boris Berka Schmerling (geb. 16. Juni 1879, gest. 1956 Streatham) war Chemiker. Über ihre Mutter Rosa, geborene Ponosowsky (geb. 6. August 1880, gest. 4. Oktober 1920 Neuilly-sur-Seine), ist kaum etwas bekannt. Nach der Oktoberrevolution 1917 musste die Familie Moskau verlassen und floh, nach einer kurzen Übergangszeit in der Türkei, weiter nach Paris, wo Genia ab 1918 die Grundschule besuchte. 1920 starb Genias Mutter. 1923 siedelte ihr Vater mit Genia und ihrem älteren Bruder Georg nach Berlin um. Genia besuchte ein konservatives Mädchengymnasium, ihr Freundeskreis bestand jedoch aus sozialistischen, anarchistischen und kommunistischen jungen Menschen. Sie selbst engagierte sich in einer sozialistischen Schülergruppe.

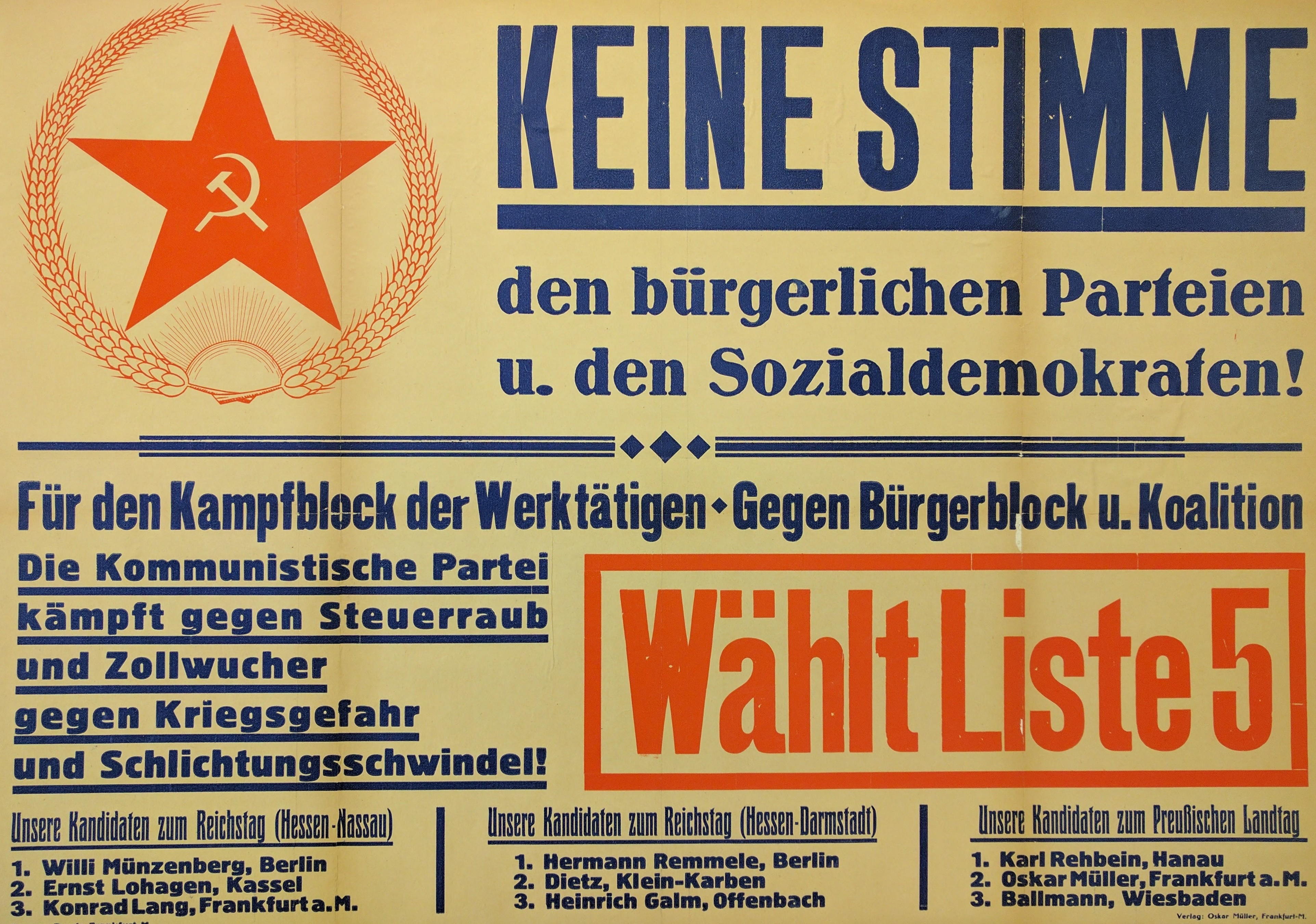
KPD-Plakat „Keine Stimmen den bürgerlichen Parteien und den Sozialdemokraten“ von 1928

Im Alter von 19 Jahren trat sie in die Sozialdemokratische Partei Deutschlands (SPD) ein. 1931 begann sie ihr Studium in Rechtswissenschaften und Volkswirtschaft an der Berliner Universität. Dort lernte sie ihren späteren Ehemann Günter Nobel kennen, der ebenfalls jüdischer Herkunft war und ähnliche politische Ansichten vertrat. Enttäuscht von der Politik der SPD, die in ihren Augen zu zahm war, traten beide 1932 in die radikalere Sozialistische Arbeiterpartei Deutschlands (SAP) und kurz darauf in die Kommunistische Partei Deutschlands (KPD) ein, die bis dahin noch legal war. Als die NSDAP und mit ihr der Antisemitismus an die Macht kamen, mussten beide 1933 das Studium abbrechen, nicht zuletzt, weil sie wegen ihrer jüdischen Herkunft von nationalsozialistischen Kommilitonen drangsaliert und bedroht wurden. Genia nahm eine Arbeit als Sekretärin auf, um den Lebensunterhalt zu sichern. Im Gegensatz zu Günters Brüdern, die das Land im selben Jahr verließen, beschloss Genia, gemeinsam mit Günter in Deutschland zu bleiben und in den Widerstand zu gehen. Für die seit 1933 von der NSDAP verbotene KPD in Berlin-Charlottenburg produzierte Genia in ihrer Wohnung die illegale KPD-Zeitung Die Rote Fahne und verbreitete sie über Kontaktpersonen in Betrieben.
Im Februar 1934 wurde Genia Schmerling zum ersten Mal von der Gestapo verhaftet, weil ein Untermieter sie wegen des Besitzes des sogenannten Braunbuchs, das nationalsozialistische Verbrechen auflistete, denunziert hatte. Sie schaffte es, das verbotene Buch rechtzeitig aus dem Fenster zu werfen, und wurde nach drei Wochen mangels Beweisen freigelassen. Ihr besorgter Vater stellte seine Tochter ab sofort unter Hausarrest. Um dem zu entkommen, heiratete sie noch im selben Jahr ihren Freund Günter Nobel. Sie lehnte eine Hochzeit nach jüdischem Ritus ab, obwohl Günters Eltern sie dazu drängten.

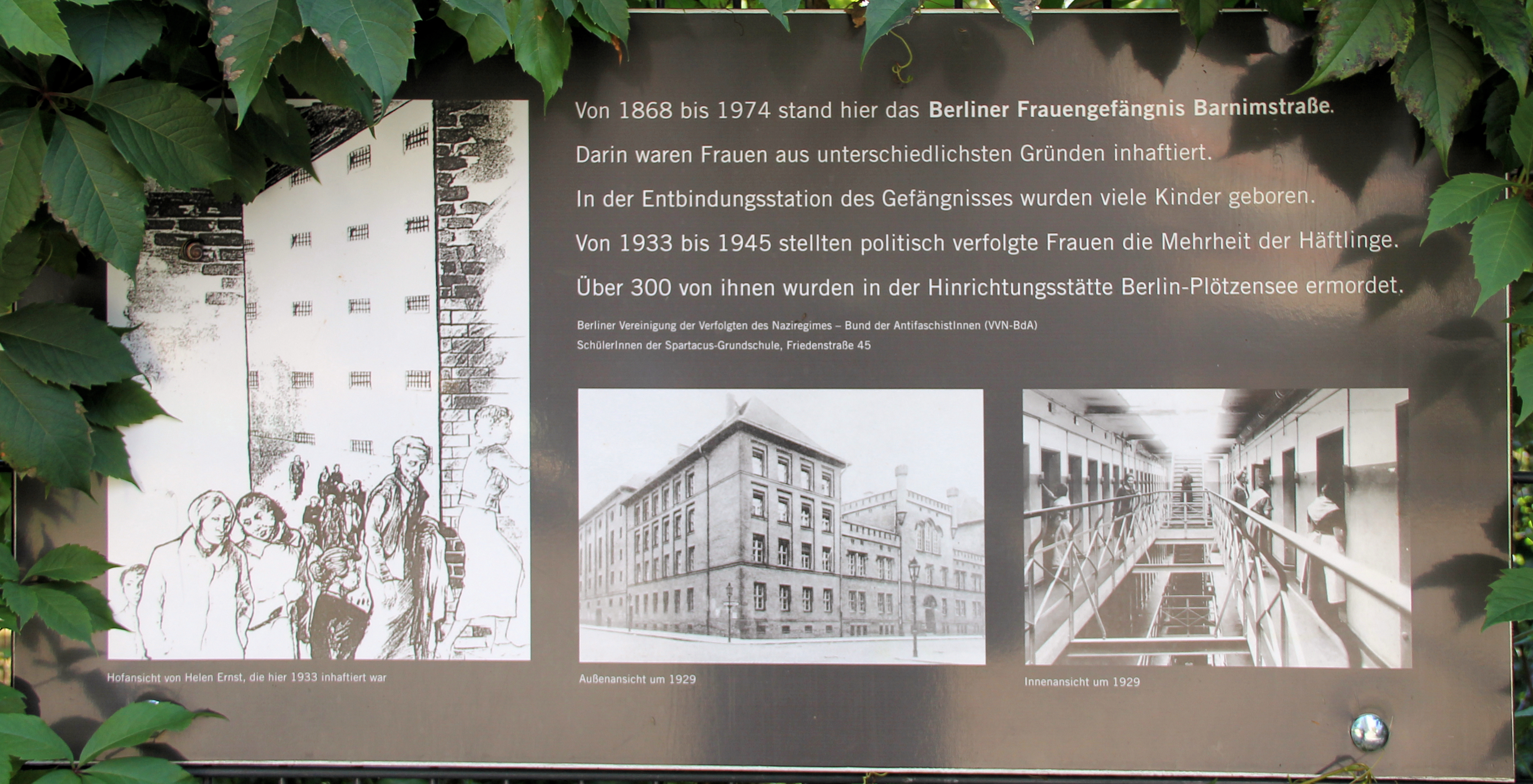
Eine Gedenktafel erinnert an das Frauengefängnis Barnimstraße 10

Zwei Jahre später, am 28. Juli 1936, wurden Genia und Günter Nobel in ihrer Wohnung in Berlin-Wilmersdorf von der Gestapo erneut verhaftet. Zwei festgenommene Untergrundkuriere hatten die KPD-Tätigkeit des Paares an die Gestapo verraten. Die Zeit der Untersuchungshaft bis zum Dezember 1937 verbrachte Genia im Frauengefängnis Barnimstraße, wo sie Kontakt zu anderen politischen Gefangenen aufnahm. Es gelang ihr, Papier ins Gefängnis einzuschmuggeln und einen Aufruf zum Widerstand unter den Gefangenen zu verbreiten. Unter der Anklage „Vorbereitung zum Hochverrat“ verurteilte das Kammergericht Berlin-Moabit Genia und Günter Nobel zu einer Zuchthausstrafe von drei Jahren. Genia wurde in der Frauen-Strafanstalt Lübeck-Lauerhof inhaftiert und 1938 in das berüchtigte Frauenzuchthaus Jauer in Niederschlesien überstellt. Während der Haftzeit 1936–1939 schrieben sich Genia und Günter Nobel 49 Briefe. Ihre Korrespondenz aus dem Zuchthausalltag ist erhalten geblieben und in der Gedenkstätte Deutscher Widerstand veröffentlicht.

## Im Shanghaier Ghetto

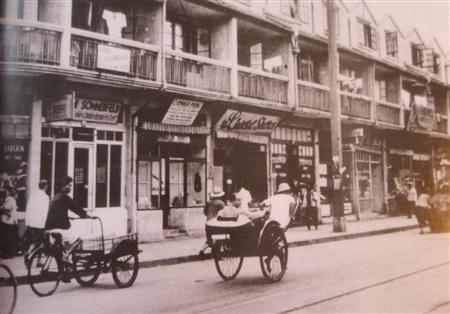
Shanghaier Ghetto (1943)

Nach Verbüßung ihrer Zuchthausstrafe wurden Genia und Günter Nobel 1939 unter der Auflage freigelassen, Deutschland unverzüglich zu verlassen. Mit ihren geringen Ersparnissen flohen sie nach Shanghai in China. In der offenen Freihafenstadt herrschte kein Visumszwang, daher war sie der letztmögliche Zufluchtsort für Flüchtlinge ohne Geld und ohne internationale Beziehungen. Das Ehepaar Nobel gehörte zu insgesamt 20.000 jüdischen Menschen, die in den 1930er Jahren nach Shanghai flohen. Das Paar lebte in Hongkou, einem armen Viertel im Osten Shanghais, das durch japanische Angriffe im Zweiten Japanisch-Chinesischen Krieg stark zerstört worden war. Infolge der Japanischen Invasion war die Stadt zudem überfüllt von Millionen geflüchteter Chinesen.

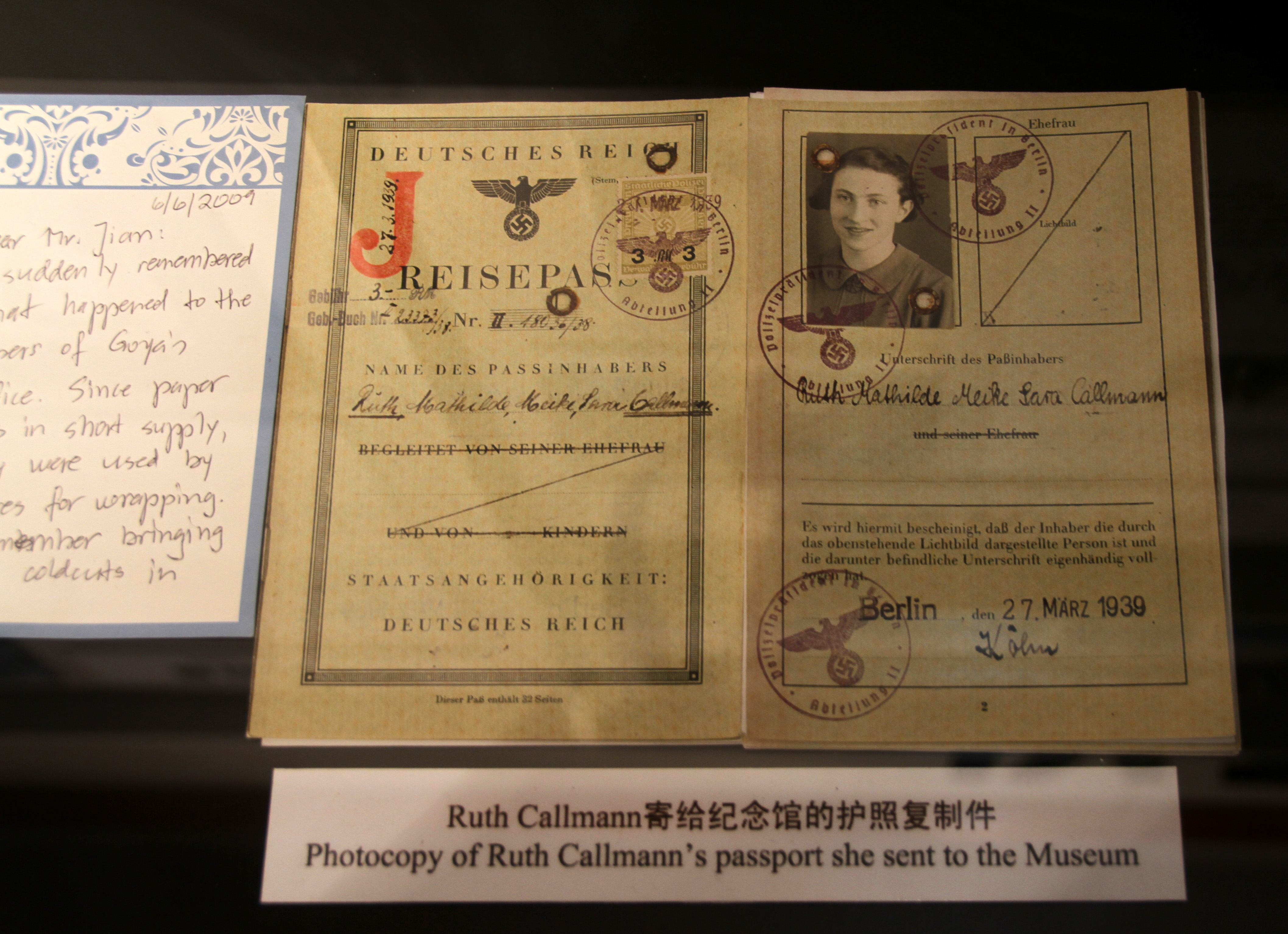
Reisepass einer Deutschen (Ruth Callmann), ausgestellt in Berlin am 27. März 1939 (der rote Stempel bedeutet „jüdisch“)

Wie die meisten Flüchtlinge waren Genia und Günter Nobel arm. Sie litten unter gesundheitlichen Problemen im subtropischen Klima und unter den Lebensbedingungen in Shanghai. Genia Nobel beschrieb später die Wohnverhältnisse als beengt und überfüllt, die Versorgung als knapp und die sanitären Bedingungen als katastrophal. Zudem forderten Epidemien wie Typhus, Ruhr, Tuberkulose und Meningitis unter der hungernden Bevölkerung zahlreiche Opfer. Trotz allem war das Shanghaier Ghetto nicht mit den nationalsozialistischen Ghettos in Europa während des Zweiten Weltkriegs vergleichbar. Die Flüchtlinge konnten Passierscheine bekommen und einer Arbeit nachgehen. Auch Chinesen lebten im Ghetto und diesen chinesischen Kriegsflüchtlingen ging es noch schlechter als den europäischen. Sie lebten zusammengepfercht in provisorischen Unterkünften oder auf der Straße, oft ohne ausreichende Nahrung und Wasser.
Genia Nobel arbeitete in Shanghai zunächst als Übersetzerin und Sekretärin für verschiedene Arbeitgeber, darunter die US-Armee. Günter Nobel war ebenfalls für die US-Armee als Mechaniker für Fahrzeugwartung tätig.
Als der NS-Staat im November 1941 emigrierten Juden die deutsche Staatsangehörigkeit entzog, wurden die jüdischen Flüchtlinge in Shanghai staatenlos. Die Japaner lieferten die Staatenlosen zwar nicht an die deutsche Regierung aus, doch sie verhängten harte und willkürliche Bedingungen für den Zutritt oder das Verlassen des Ghettos für Jüdinnen und Juden, während nicht-jüdische Deutsche sich weiterhin frei bewegen konnten. Auch das Ehepaar Nobel wurde Ende 1943 in das von Japan verwaltete Ghetto für „Staatenlose“ umgesiedelt.

## Politische Arbeit und die TASS

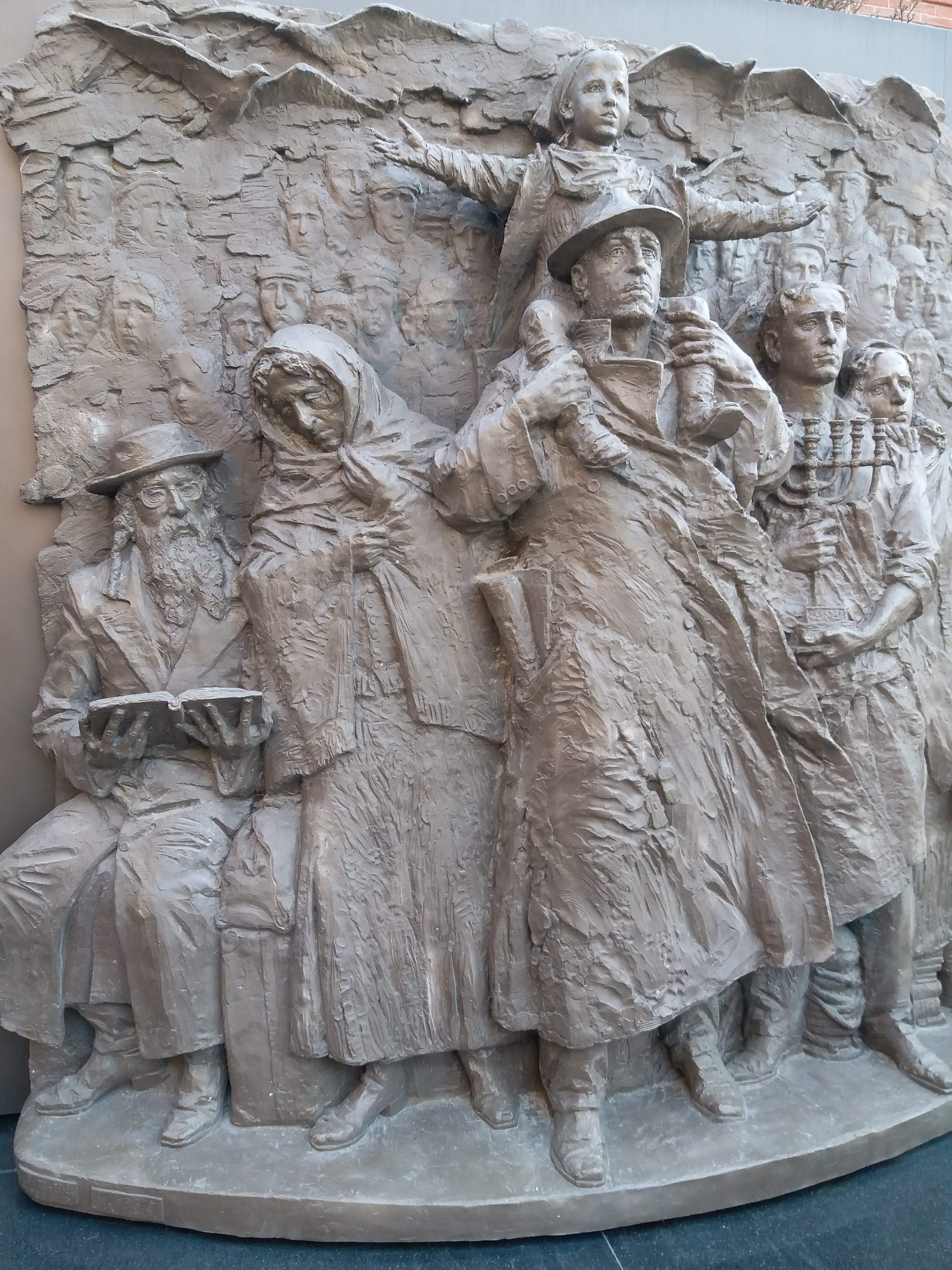
Gedenkskulptur beim Jüdischen Flüchtlingsmuseum in Shanghai

Kurz nach ihrer Ankunft in Shanghai schlossen sich Genia und Günter Nobel einer kommunistischen Gruppe an, die von Johannes König, dem späteren Botschafter der DDR in der Volksrepublik (VR) China, geleitet wurde. Die Gruppe hatte keinen Kontakt zur KPD-Führung, wurde jedoch von der Partei rückwirkend anerkannt. Für eine spätere politische Karriere in der sowjetisch besetzten Zone war eine ununterbrochene Parteimitgliedschaft und die Kenntnis der sowjetischen Ideologie unerlässlich.
Zwischen 1941 und 1947 gehörte Genia Nobel zu den KPD-Mitgliedern, die das deutschsprachige Programm für den von der sowjetischen Nachrichtenagentur TASS betriebenen Kurzwellenradiosender XRVN gestalteten. Bis 1944 sendete der Sender Nachrichten und antifaschistische Propaganda. Nobel erstellte täglich eine 15-minütige Nachrichtensendung, die sie redigierte und übersetzte. 1943 gehörte XRVN zu den ersten Sendern in Shanghai, die über den Sturz Mussolinis berichteten.
Da die meisten Geflüchteten in Shanghai keine Kommunisten waren, entfremdete ihre politische Arbeit das Ehepaar von der jüdischen Gemeinschaft und sie lebten eher isoliert. Zudem galt ihre kommunistische Gruppe während der Zeit der chinesischen Nationalisten wie später bei den Japanern als illegal. Die Sowjets konnten den TASS-Sender nur so lange betreiben, bis die Japaner seine Arbeit einschränkten und ihn 1944 ganz abschalteten.

## Repatriierung nach Kriegsende

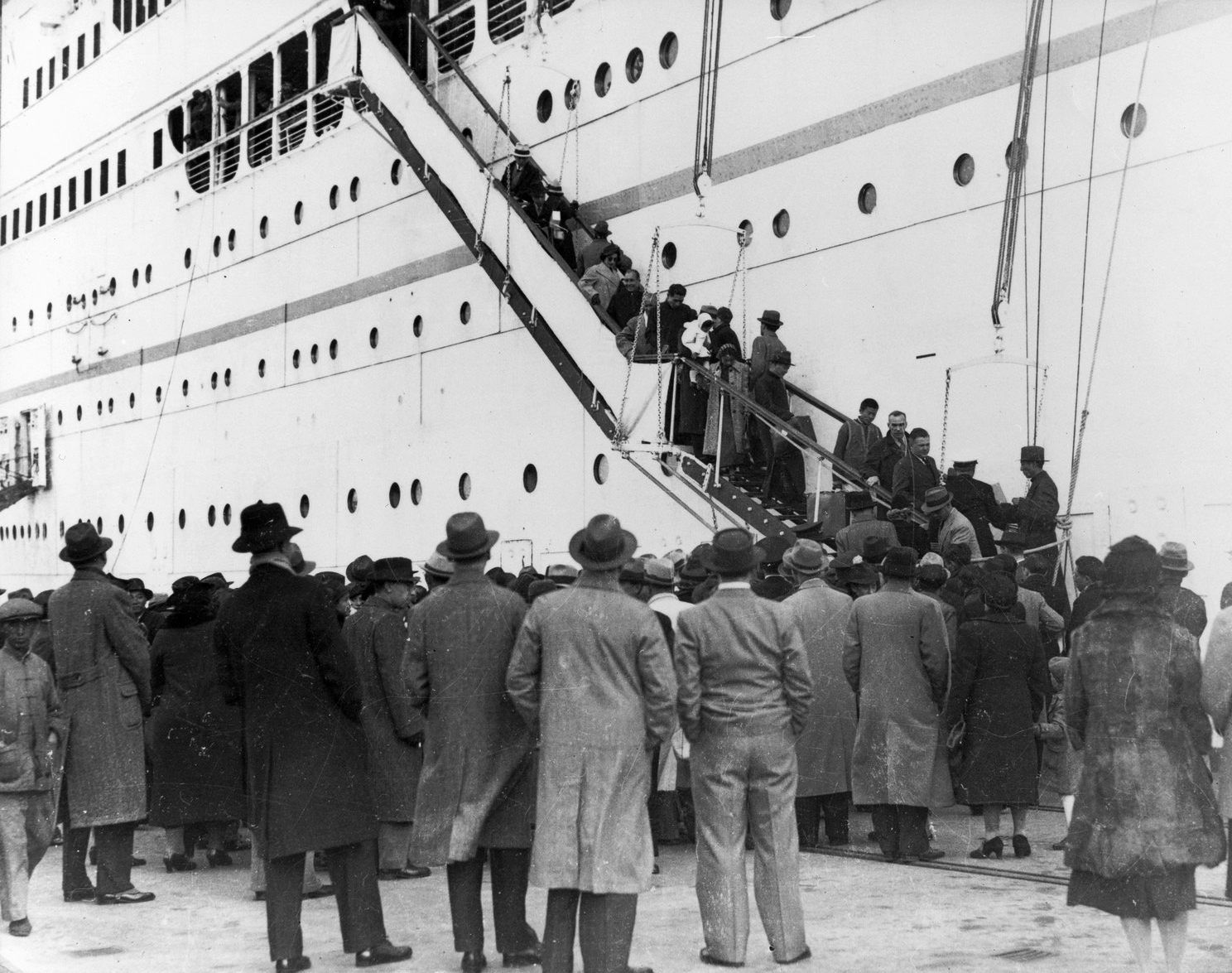
Jüdische österreichische Flüchtlinge bei der Ankunft in Shanghai mit dem italienischen Schiff Conte Verde (1938)

Mit der Kapitulation Japans im Jahr 1945 wurde das Shanghaier Ghetto von den amerikanischen Streitkräften befreit. Die materiellen Bedingungen verbesserten sich, es gab mehr Arbeitsmöglichkeiten und für die KPD-Gruppe wurden die Treffen leichter. Doch die staatenlosen Flüchtlinge in Shanghai waren mit dem Dilemma konfrontiert, China ohne Pass nicht mehr verlassen zu können.
Genia Nobel gründete daraufhin die Vereinigung der demokratischen Deutschen in Schanghai, um nicht-faschistischen Flüchtlingen zu helfen, nach Deutschland zurückzukehren. Insbesondere setzte sich bei der Nothilfe- und Wiederaufbauverwaltung der Vereinten Nationen (UNRRA) dafür ein, dass die Ghettobewohner einen Status als Displaced Persons erhielten. Staatenlose Flüchtlinge konnten nun in die Kategorie „Verfolgte“ eingestuft werden und dadurch Hilfe beanspruchen. Genia Nobel unterstützte nicht nur bei bürokratischen Aufgaben, sondern half auch bei der praktischen Organisation der Rückkehr, die sich oft über Monate hinzog.
Am 25. Juli 1947, zwei Jahre nach Kriegsende, bestiegen endlich deutsche jüdische Flüchtlinge, darunter Genia und Günter Nobel, die Marine Lynx, ein amerikanisches Truppentransportschiff. In Neapel gingen sie von Bord und setzten ihre Reise mit der Bahn fort. Etwa 500 Menschen kehrten nach Deutschland, 144 nach Österreich zurück.

## Berufliche Karriere in der DDR

Besatzungszonen in Deutschland 1947–1949 (rot: sowjetisch besetzte Zone SBZ)

Nach dem Zweiten Weltkrieg war Deutschland vom Alliierten Kontrollrat in vier Besatzungszonen aufgeteilt worden. In der Sowjetisch besetzten Zone war durch die Vereinigung von SPD und KPD die Sozialistische Einheitspartei (SED) entstanden, die zur Regierungspartei Ostdeutschlands und später der DDR wurde. Als überzeugte Kommunisten wollten Genia und Günter Nobel zum Aufbau des Sozialismus in Deutschland beitragen. Sie gingen daher freiwillig in die sogenannte Ostzone und meldeten sich auf der Suche nach Arbeit in der Berliner SED-Zentrale.
Genia Nobel arbeitete zunächst für den neuen Berliner Stadtrat. Danach wurde sie Redakteurin für das Neue Deutschland, die offizielle Parteizeitung der SED. Später übernahm sie eine politische Funktion als Redakteurin bei der Zeitschrift Einheit, dem Zentralorgan zur Darstellung der Politik und Ideologie der SED. Günter Nobel wurde von einem Freund beim Landesvorstand der SED in der Sektion Wirtschaft angestellt.
Genia und Günter Nobel hatten ihre frühere Tätigkeit für die US-Armee in Schanghai nie verheimlicht. Doch der Ostblock war in den späten 1940er und frühen 1950er Jahren beherrscht von dem Misstrauen des KPDSU-Führers Josef Stalin gegenüber vermeintlichen Verrätern und West-Spionen. Wer einige Zeit in kapitalistischen Ländern verbracht hatte, wurde als „West-Emigrant“ abgestempelt. Juden gerieten dabei unter Generalverdacht, weil man sie als „wurzellose Kosmopoliten“ diffamierte – ein antisemitisches Stereotyp.
Auch Günter Nobel musste sich am 29. Januar 1953 einem Überprüfungsverfahren als „Westemigrant“ unterziehen. Das Verhör war Teil einer stalinistischen antisemitischen Kampagne, die sich auf ganz Osteuropa ausgeweitet hatte. Die Verhörfragen zeigten, dass die SED über die Situation der Juden in der Nazizeit wenig informiert war. So wurde Nobel unter anderem gefragt, warum er nach Shanghai emigriert sei, statt in Deutschland zu bleiben und gegen die Nazis zu kämpfen. Nach dem Verhör wurde Günter Nobel in die Kulturarbeit versetzt. Er trat in den diplomatischen Dienst ein und leitete die Handelsdelegation der DDR in Schweden. Für ihn bedeutete das eine Degradierung, weg von der politisch bedeutsameren Arbeit im Inland.
Auch Genia Nobel wurde überprüft, jedoch nicht degradiert, obwohl sie als Sekretärin der US-Armee der befürchteten kapitalistischen „ideologischen Verseuchung“ stärker ausgesetzt gewesen war als ihr Mann. In den Folgejahren stieg sie beruflich auf. Als Redakteurin des Zentralorgans der SED verfasste sie richtungweisende Artikel und Aufsätze, häufig mit internationalem Bezug, da sie wegen ihrer China-Erfahrung als Expertin für die Beziehung zwischen der DDR und der Volksrepublik China (VR China) galt. Doch erst Jahrzehnte später berichteten Genia und Günter Nobel öffentlich über ihre Shanghai-Zeit. Damit brachen sie das 25-jährige Schweigen über ihre Flucht, ein Thema, das bis dahin als politisch heikel gegolten hatte.

## Späteres Verhältnis zu China

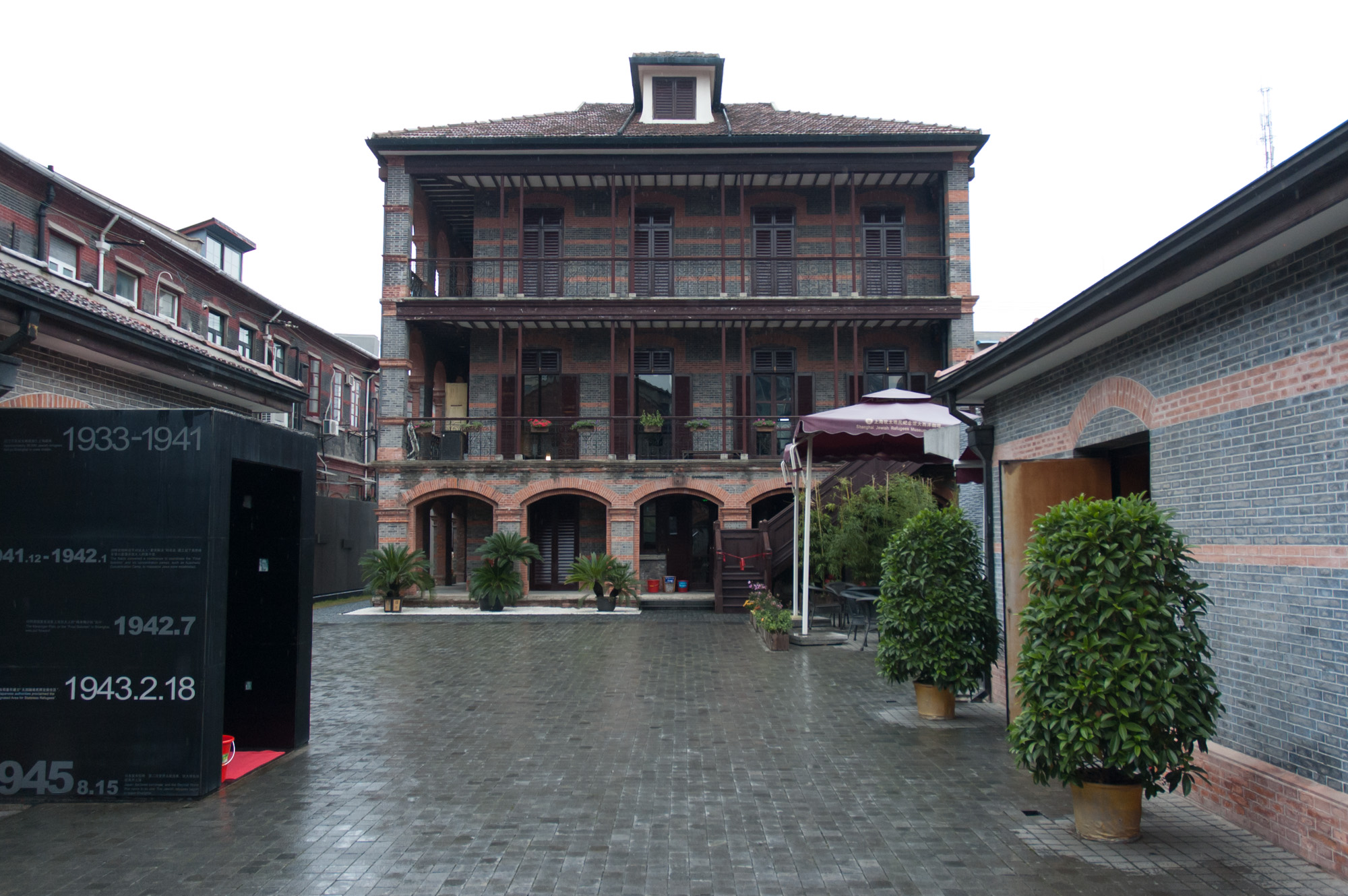
Jüdisches Flüchtlingsmuseum in Shanghai (Hofansicht)

In ihren Texten und Leitartikeln analysierte und kommentierte Genia Nobel den jeweiligen Stand der DDR-Politik gegenüber China. In der Phase freundschaftlicher Beziehungen im Jahr 1957 verteidigte sie in der Zeitschrift Einheit trotz aller kritischen Aspekte die Anti-Rechts-Bewegung der VR China. Als sich die chinesisch-sowjetischen Beziehungen in den späten 1950er Jahren verschlechterten und es zum Bruch in der internationalen kommunistischen Bewegung kam, warf sie 1964 der VR China „Großmachtchauvinismus“ vor.
Nach Mao Zedongs Tod im Jahr 1976 entspannten sich die Beziehungen zwischen der DDR und der VR China allmählich. In dieser Zeit brach Genia Nobel ihr langes Schweigen über ihre Erfahrungen als Flüchtling. Zwischen 1976 und 1979 schrieb sie zwei kurze Texte über ihre Zeit in Shanghai. Dabei konzentrierte sie sich auf den antifaschistischen Widerstand und nahm nur wenig Bezug auf die chinesische Politik oder Kultur, weil das Thema China in der DDR immer noch als politisch heikel galt.
In ihren Erzählungen kritisierten die Nobels unter anderem „zionistische Tendenzen“ unter den Shanghai-Flüchtlingen und berichteten, es habe in Shanghai sogar „zionistisch-faschistische Organisationen“ gegeben. Solche Aussagen spiegelten die Anti-Israel-Stimmung wider, die in der SED Ende der 1970er Jahre vorherrschte.
Der Prozess von ‚Reform und Öffnung‘ in China markierte den Beginn des Übergangs in Chinas Entwicklung von einem Außenseiter zu einem Teil des bestehenden internationalen Systems. Das führte zu besseren Beziehungen zwischen der DDR und der VR China. Ende der 1980er Jahre engagierte sich Genia Nobel wieder stärker in Organisationen wie dem Freundschaftskomitee DDR-China und der China-Forschungsabteilung des Instituts für Internationale Arbeiterbewegung des Zentralkomitees der SED.
1977 verlieh die SED Genia Nobel für ihre Verdienste den Orden Stern der Völkerfreundschaft in Silber.
Von 1969 bis 1971 lebte Genia Nobel mit ihrem Mann Günter in Stockholm, Schweden. 1980 ging sie in Rente.

## Leben nach 1989
Nach dem Mauerfall 1989 rückten die Erfahrungen der Shanghai-Rückkehrer zunehmend in den Fokus der öffentlichen Aufmerksamkeit, und Genia und Günter Nobel wurden als Zeitzeugen für Ausstellungen und historische Forschungen interviewt. Dabei ging es meist um das Holocaust-Gedenken oder um Bürgerbeteiligung und Zivilcourage im wiedervereinigten Deutschland.
Zur Erinnerung an die rund 17.000 Deutschen, die vor den Nazis nach Shanghai geflohen waren, aber nur zu einem Bruchteil nach Berlin zurückkehrten, errichtete der Berliner Senat 1997 am Görlitzer Bahnhof eine Gedenktafel.
Genia Nobel starb am 7. August 1999 im Alter von 86 Jahren.
Ein Roman von Ursula Krechel aus dem Jahr 2008 (Shanghai fern von wo) dramatisiert die Erfahrungen von Genia und Günter Nobel.